# 我愛故我在 (電影)
《我愛故我在》（義大利語：Io sono l'amore）是2009年由盧卡·格達戈尼諾執導的義大利電影。故事背景設在千禧年將近的米蘭，描述豪門瑞吉家族在情欲衝擊下的興衰。電影由蒂妲·絲雲頓領銜主演，並由絲雲頓和格達戈尼諾聯手負責電影製作。
電影於2010年日舞影展首映，後也在威尼斯影展和多倫多國際影展映出。
電影名稱原文取自於片中一幕，艾瑪和丈夫在觀看的電影《費城故事》中，所收錄的詠嘆調「他們殺了我母親」（La Mamma Morta）的一行詞。

## 評價

### 票房
截至2010年12月2日，《我愛故我在》已在北美洲擁有約500萬美元票房；而截至2010年11月28日，它在其他國家也達到票房530萬美元，總票房約1000萬美元。

## 外部連結
- 官方网站
- 互联网电影数据库（IMDb）上《I Am Love》的资料（英文）
- AllMovie上《I Am Love》的资料（英文）
- Box Office Mojo上《I Am Love》的資料（英文）
- 爛番茄上《I Am Love》的資料（英文）